# Nils Andersson (tävlingscyklist)
Nils Hjalmar "Thorarn" Andersson, född 13 oktober 1909 i Torsåkers församling, Södermanlands län, död 16 juni 1991 i Skarpnäcks församling, Stockholm, var en svensk tävlingscyklist.
Andersson vann 1931 distriktsmästerskapet i skidlöpning i lag, då han tävlade för IF Thor i Uppsala, den förening efter vilken han fick sitt smeknamn. Han vann 1932–1944 i Hammarby IF tio lag-SM i cykel på samtliga SM-sträckorna. Han segrade 1935 i elva nationella tävlingar och 1937 i Sjundeåloppet i Finland. Han blev 1943 vid 34 års ålder tvåa på Mälaren runt, vilket då räknades som svenskt mästerskap, en tiondels sekund efter segraren Sven "Svängis" Johansson. Andersson var även verksam som cykelhandlare i Stockholm.